# Wessel von der Recke
Wessel von der Recke (* 13. oder 14. Jahrhundert; † 8. September 1384 in Liesborn) war von 1381 bis 1384 der 14. Abt des Klosters Liesborn.

## Leben
Die familiäre Herkunft von Wessel von der Recke ist ungewiss. Er könnte entweder von Konrad von der Recke und Frederune abstammen und damit zur Linie zu Hofstede in Dortmund-Derne angehören, oder er ist der 1346 in einer Urkunde genannte Sohn von Johann von der Recke und Imme. Helmut Müller hält letzteres für wahrscheinlicher.
Wessel von der Recke wurde 1381 einstimmig zum Abt gewählt und von Bischof Heidenreich von Münster geweiht. Da er bereits am 8. September 1384 starb, wird er nur in einer einzigen Urkunde erwähnt. Seiner Amtszeit wird die Reparatur der Mühle in Göttingen sowie der Zuwachs an mehreren Gütern für das Kloster zugeschrieben. Ein Siegel hat sich von diesem Abt nicht erhalten.